# Realeza (kommun)
Realeza är en kommun i Brasilien.   Den ligger i delstaten Paraná, i den södra delen av landet, 1 200 km sydväst om huvudstaden Brasília. Antalet invånare är 16 348. Arean är 353 kvadratkilometer.
Terrängen i Realeza är kuperad söderut, men norrut är den platt.
Följande samhällen finns i Realeza:
- Realeza

Omgivningarna runt Realeza är en mosaik av jordbruksmark och naturlig växtlighet. Runt Realeza är det glesbefolkat, med 20 invånare per kvadratkilometer.